# 佩文西城堡
佩文西城堡（英語：Pevensey Castle）是英國英格蘭的一座中世紀城堡，其歷史可以追溯至羅馬帝國時期。這座城堡位於東薩塞克斯郡。在第二次世界大戰期間，佩文西城堡曾一度再次用於軍事用途。現在佩文西城堡是英格蘭遺產。佩文西城堡也是英格蘭南部眾多的諾曼式城堡之一。

## 外部連結
- Official page: English Heritage （页面存档备份，存于）